# Воренжа (озеро)
Воренжа — озеро на территории Сумпосадского сельского поселения Беломорского района Республики Карелии.

## Общие сведения
Площадь озера — 1,1 км². Располагается на высоте 78-86 метров над уровнем моря.
Форма озера лопастная, подковообразная: состоит из двух неравных по площади плёсов, разделённых полуостровом. Берега изрезанные, каменисто-песчаные.
Через озеро протекает река Сума, впадающая в Онежскую губу Белого моря (Поморский берег).
В озере около десятка безымянных островов различной площади, однако их количество может варьироваться в зависимости от уровня воды.
На северном берегу озера, в месте вытекания реки Сумы, располагается нежилая деревня Воренжа, к которой подходит дорога местного значения 86К-35 («Подъезд к д. Воренжа»).
Код объекта в государственном водном реестре — 02020001411102000009001.